# Liste der Stolpersteine in Ladenburg
Die Liste der Stolpersteine in Ladenburg enthält die Stolpersteine, die im Rahmen des gleichnamigen Kunst-Projekts von Gunter Demnig in Ladenburg verlegt wurden. Mit ihnen soll an die Opfer des Nationalsozialismus erinnert werden, die in Ladenburg lebten und wirkten.

## Liste der Stolpersteine
| Name                   | Adresse                | Bild | Inschrift                                                                                          | Verlegedatum  | Biografie und Anmerkungen                                                                         |
| ---------------------- | ---------------------- | ---- | -------------------------------------------------------------------------------------------------- | ------------- | ------------------------------------------------------------------------------------------------- |
| Elias Samuel Hirsch    | Bahnhofstraße 22 ·     |      | Hier wohnte Elias Hirsch Jg. 1935 deportiert 1940 Gurs überlebt                                    | 12. März 2008 |                                                                                                   |
| Fritz Hirsch           | Bahnhofstraße 22 ·     |      | Hier wohnte Fritz Hirsch Jg. 1888 deportiert 1940 Gurs 1943 Majdanek ermordet                      | 12. März 2008 |                                                                                                   |
| Jacob Simon Hirsch     | Bahnhofstraße 22 ·     |      | Hier wohnte Jacob Simon Hirsch Jg. 1930 deportiert 1940 Gurs überlebt                              | 12. März 2008 |                                                                                                   |
| Joel Hirsch            | Bahnhofstraße 22 ·     |      | Hier wohnte Joel Hirsch Jg. 1939 deportiert 1940 Gurs überlebt                                     | 12. März 2008 |                                                                                                   |
| Johanna Hirsch         | Bahnhofstraße 22 ·     |      | Hier wohnte Johanna Hirsch geb. Simon Jg. 1856 deportiert 1940 Gurs tot 18.3.1941                  | 12. März 2008 |                                                                                                   |
| Rachel Hirsch          | Bahnhofstraße 22 ·     |      | Hier wohnte Rachel Hirsch Jg. 1926 deportiert 1940 Gurs überlebt                                   | 12. März 2008 |                                                                                                   |
| Selma Hirsch           | Bahnhofstraße 22 ·     |      | Hier wohnte Selma Hirsch geb. Kaufmann Jg. 1894 deportiert 1940 Gurs überlebt                      | 12. März 2008 |                                                                                                   |
| Lilli Frankenthal      | Bahnhofstraße 22 ·     |      | Hier wohnte Lilli Frankenthal Jg. 1889 deportiert 1940 Gurs 1942 Auschwitz ermordet                | 27. Jan. 2011 |                                                                                                   |
| Herbert Hugo Kaufmann  | Hauptstraße 26 ·       |      | Hier wohnte Herbert Hugo Kaufmann Jg. 1896 deportiert 1940 Gurs ermordet                           | 25. März 2009 | die Verlegedaten stellten sich später als falsch heraus, Herbert Hugo Kaufmann starb bereits 1898 |
| Erna Frieda Klein      | Hauptstraße 26 ·       |      | Hier wohnte Erna Frieda Klein geb. Kaufmann Jg. 1898 deportiert Auschwitz ermordet                 | 25. März 2009 |                                                                                                   |
| Gudella Levy           | Hauptstraße 27 ·       |      | Hier wohnte Ella Levy geb. Kaufmann Jg. 1880 deportiert 1940 Gurs 1942 Auschwitz ermordet          | 6. Mai 2007   |                                                                                                   |
| Ziporah Zesi Saul      | Hauptstraße 27 ·       |      | Hier wohnte Zessi Saul geb. Kaufmann Jg. 1886 deportiert Łódź ???                                  | 6. Mai 2007   |                                                                                                   |
| Adolf Jakob Driels     | Hauptstraße 36/38 ·    |      | Hier wohnte Adolf Jakob Driels Jg. 1881 deportiert 1940 Gurs ermordet 1942 in Auschwitz            | 12. März 2008 |                                                                                                   |
| Else Driels            | Hauptstraße 36/38 ·    |      | Hier wohnte Else Driels Jg. 1919 deportiert 1942 ermordet 1942 in Auschwitz                        | 12. März 2008 |                                                                                                   |
| Moritz Driels          | Hauptstraße 36/38 ·    |      | Hier wohnte Moritz Driels Jg. 1882 deportiert 1940 Gurs ermordet 1942 in Auschwitz                 | 12. März 2008 |                                                                                                   |
| Rosa Driels            | Hauptstraße 36/38 ·    |      | Hier wohnte Rosa Driels geb. Rubel Jg. 1889 deportiert 1940 Gurs ermordet 1942 in Auschwitz        | 12. März 2008 |                                                                                                   |
| Sally Rosenfelder      | Hauptstraße 46 ·       |      | Hier wohnte Sally Rosenfelder Jg. 1882 Flucht 1939 USA                                             | 27. Okt. 2024 | Kantor und Religionslehrer der jüdischen Gemeinde                                                 |
| Mina Rosenfelder       | Hauptstraße 46 ·       |      | Hier wohnte Mina Rosenfelder geb. Schwarzenberger Jg. 1890 Flucht 1939 USA                         | 27. Okt. 2024 |                                                                                                   |
| Brunhilde Kapustin     | Hauptstraße 46 ·       |      | Hier wohnte Brunhilde Kapustin geb. Rosenfelder Jg. 1912 Flucht 1937 USA                           | 27. Okt. 2024 |                                                                                                   |
| Irene Rosenfelder      | Hauptstraße 46 ·       |      | Hier wohnte Irene Rosenfelder Jg. 1919 Flucht 1939 USA                                             | 27. Okt. 2024 |                                                                                                   |
| Klara Schwarzenberger  | Hauptstraße 46 ·       |      | Hier wohnte Klara Schwarzenberger geb. Heidingsfelder Jg. 1868 Flucht 1939 USA                     | 27. Okt. 2024 |                                                                                                   |
| Julie Kaufmann         | Kirchenstraße 10 ·     |      | Hier wohnte Julie Kaufmann Jg. 1885 deportiert 1940 Gurs 1942 Auschwitz ermordet                   | 12. März 2008 |                                                                                                   |
| Luise Kaufmann         | Kirchenstraße 10 ·     |      | Hier wohnte Luise Kaufmann Jg. 1889 deportiert 1940 Gurs 1942 Auschwitz ermordet                   | 12. März 2008 |                                                                                                   |
| Mathilde Kaufmann      | Kirchenstraße 10 ·     |      | Hier wohnte Mathilde Kaufmann geb. Maier Jg. 1855 deportiert 1940 Gurs tot 8.12.1940               | 12. März 2008 |                                                                                                   |
| Meta Kaufmann          | Kirchenstraße 10 ·     |      | Hier wohnte Meta Kaufmann Jg. 1892 deportiert 1940 Gurs 1942 Auschwitz ermordet                    | 12. März 2008 |                                                                                                   |
| Salomon Kaufmann       | Kirchenstraße 10 ·     |      | Hier wohnte Sally Kaufmann Jg. 1880 deportiert 1940 Gurs 1942 Auschwitz ermordet                   | 12. März 2008 |                                                                                                   |
| Frieda Fanny Lammfromm | Kirchenstraße 23 ·     |      | Hier wohnte Frieda Lammfromm geb. Liebmann Jg. 1883 deportiert ???                                 | 12. März 2008 |                                                                                                   |
| Gertrude Lammfromm     | Kirchenstraße 23 ·     |      | Hier wohnte Gertrude Lammfromm Jg. 1909 deportiert ???                                             | 12. März 2008 |                                                                                                   |
| Bertha Rhein           | Neugasse 3 ·           |      | Hier wohnte Bertha Rhein geb. Sternweiler Jg. 1877 deportiert 1940 Gurs – Montauban tot 18.11.1943 | 6. Mai 2007   |                                                                                                   |
| Betty Kempe            | Neugasse 5 ·           |      | Hier wohnte Betty Kempe geb. Plaut Jg. 1894 deportiert 1940 Gurs 1942 Auschwitz ermordet           | 6. Mai 2007   |                                                                                                   |
| Erich Kempe            | Neugasse 5 ·           |      | Hier wohnte Erich Kempe Jg. 1896 deportiert 1940 Gurs 1942 Auschwitz ermordet                      | 6. Mai 2007   |                                                                                                   |
| Emilie Löwenstein      | Schwarzkreuzstraße 2 · |      | Hier wohnte Emilie Löwenstein geb. Heumann Jg. 1882 deportiert 1940 Gurs 1942 Auschwitz ermordet   | 25. März 2009 |                                                                                                   |
| Heinrich Löwenfels     | Weinheimer Straße 20 · |      | Hier wohnte Heinrich Löwenfels Jg. 1901 deportiert 1940 Gurs ermordet 1942 in Auschwitz            | 12. März 2008 |                                                                                                   |
| Recha Löwenfels        | Weinheimer Straße 20 · |      | Hier wohnte Recha Löwenfels geb. Gutmann Jg. 1912 deportiert 1940 Gurs ermordet 1942 in Auschwitz  | 12. März 2008 |                                                                                                   |
| Ernst Löwenfels        | Weinheimer Straße 20 · |      | Hier wohnte Ernst Löwenfels Jg. 1938 deportiert 1940 Gurs überlebt                                 | 12. März 2008 |                                                                                                   |
| Alfred Krell           | Weinheimer Straße 20 · |      | Hier wohnte Alfred Krell Jg. 1897 deportiert 1940 Gurs ermordet 1942 in Auschwitz                  | 12. März 2008 |                                                                                                   |
| Anna Krell             | Weinheimer Straße 20 · |      | Hier wohnte Anna Krell geb. Kapustin Jg. 1907 deportiert 1940 Gurs ermordet 1942 in Auschwitz      | 12. März 2008 |                                                                                                   |
| Lea Weems              | Weinheimer Straße 20 · |      | Hier wohnte Lea Weems geb. Krell Jg. 1932 deportiert 1940 Gurs überlebt                            | 12. März 2008 |                                                                                                   |
| Ruth Steinfeld         | Weinheimer Straße 20 · |      | Hier wohnte Ruth Steinfeld geb. Krell Jg. 1933 deportiert 1940 Gurs überlebt                       | 12. März 2008 |                                                                                                   |
| Gella Strauß           | Wormser Straße 20 ·    |      | Hier wohnte Gella Strauß geb. Wertheimer Jg. 1879 verzogen 1940 Frankfurt / Main ???               | 25. März 2009 |                                                                                                   |
| Regina Strauß          | Wormser Straße 20 ·    |      | Hier wohnte Regina Strauß Jg. 1872 deportiert 1942 Theresienstadt ???                              | 25. März 2009 |                                                                                                   |
| Sara Strauß            | Wormser Straße 20 ·    |      | Hier wohnte Sara Strauß Jg. 1858 verzogen 1940 Frankfurt / Main ???                                | 25. März 2009 |                                                                                                   |